# Archiphilopotamus luxus
Archiphilopotamus luxus is een fossiele soort schietmot uit de familie Philopotamidae.